# Gunung Hulumasen
Gunung Hulumasen är ett berg i Indonesien.   Det ligger i provinsen Aceh, i den västra delen av landet, 1 800 km nordväst om huvudstaden Jakarta. Toppen på Gunung Hulumasen är 2 286 meter över havet.
Terrängen runt Gunung Hulumasen är bergig västerut, men österut är den kuperad. Gunung Hulumasen är den högsta punkten i trakten. Runt Gunung Hulumasen är det ganska glesbefolkat, med 30 invånare per kvadratkilometer. Det finns inga samhällen i närheten. I omgivningarna runt Gunung Hulumasen växer i huvudsak städsegrön lövskog.